# Jaume Ballber
Jaume Ballber i Casals (Tarrasa, Vallés Occidental, 1867 — Barcelona, 1924) fue un industrial que cursó la carrera de ingeniería mecánica en la Universidad Católica de Lovaina (Bélgica), donde se graduó en 1890.
Hijo del fabricante Ramon Ballber, fue premiado en el certamen literario organizado por el Ateneu Terrassenc (1890) y publicó artículos en el periódico El Tarrasense. Ejerció, también, las funciones de corresponsal en Barcelona de la revista Egara. Relacionado con los núcleos que controlaban el poder político en Tarrasa, tomó parte en la recepción ofrecida al primer ministro español Práxedes Mateo Sagasta cuando visitó la ciudad en 1890.
Colaboró con el movimiento catalanista y fue uno de los fundadores de la Agrupación Regionalista de Tarrasa (ocupó el cargo de secretario de la primera junta en 1891). Dentro de este contexto, presentó enmiendas al «Proyecto de bases para la constitución regional catalana» (1891) y fue designado delegado a la Asamblea de Manresa (1892).

### Citas
1. 1 2 3 4 5 6  Roca i Garcia, Antoni.  raco.cat, ed. «Els escriptors proteccionistes a Terrassa» (PDF). p. 11. Consultado el 20 de marzo de 2014.
2. ↑  Ollé i Romeu, Josep M. (abril de 1995).  Rafael, Dalmau, ed. Homes del catalanisme. Bases de Manresa. Diccionari biogràfic. Camí Ral (6). Barcelona. p. 52. ISBN 84-232-0484-7.